# Клетниците
Вижте пояснителната страница за други значения на Клетниците.
„Клетниците“ (на френски: Les Misérables) е най-известният роман на френския писател Виктор Юго. Романът е завършен през 1862 г. на английския остров Гърнзи (Гърнси, Гернсей), където преди няколко години авторът се е преселил от близкия остров Джързи, приютил го след заминаването му от Франция, в началото на 50-те години на 19. век, като противник на режима на Луи-Наполеон. През същата година е публикуван за първи път. Той е литературна творба от епохата на романтизма и е считан за един от най-добрите романи на 19 век. „Клетниците“ е популяризиран чрез множество адаптации в театъра, телевизията и киното. 
Името на книгата означава "Хората със зла съдба", но общо взето съдбата на героите накрая е хепиенд (дори и за отрицателния герой Тенардие, който макар и не за добро и не точно като отплата за добро дело забогатява). Другият по-зловещ персонаж - Жавер - наистина умира, но като по-добър човек, и след като докрай се убеждава, че усилията му не са били съвсем напразни и поне един заловен от него престъпник - отначало отрицателният, но после вече положителен герой Жан Валжан - е влязъл в правия път. Също доста нещастната дъщеря на Тенардие Епонин, поне знае, че е жертвала живота си за любимия си и умира щастлива, че е спасила неговия, докато бездомницата Фантин умира уверена, че със сигурност ще се погрижат добре за детето й (макар точно след като Жан Валжан и го е обещал, той е арестуван пред очите й), след като до този момент само се е заблуждавала, че може и да е така.

## Сюжет
Романът съдържа пет обособени части и се подразделя на глави, като основният разказ се гради около образа на бившия затворник Жан Валжан (Jean Valjean), който съзира силата на доброто в света, въпреки че не може да избяга от тъмното си минало. Започвайки през 1815 г., когато току-що е освободен от каторгата, но насмалко веднага пак да се озове там, повествованието достига своята кулминация през 1832-1834 г. с разказ за студентските вълнения обхванали Париж, като реакция срещу политиката на Юлската монархия и последвалата сватба на симпатичната Козет, приемна дъщеря на някогашния крадец, с един от участниците в тях. Известно време след това, преименувалият се на Юбер Фошльован, Жан завещава на Козет значителното си състояние, натрупано чрез търговия с манифактурни стоки и рентиерство. Той споделя със зет си Мариус Понмерси, който преди това се е разграничил от него, тъй като знае че не е този за когото се представя, погрешно е разбрал откъде всъщност има парите си, и специално го вини за смъртта на неговия враг инспектор Жавер, но впоследствие, благодарение на разкритията направени пред него от злия бивш кръчмар Тенардие, разбира че е почтен човек и че лично му е спасил живота когато го раняват тежко на барикадите, както и този на полицая (макар и да е изглеждало, че го е убил), и последните все още неизвестни му обстоятелства около своя живот и произхода на Козет. След това, вече на преклонна възраст, умира, в компанията на двамата влюбени. 

### Част първа – „Фантин“
Шарл-Франсоа-Биенвеню Мирел, който живее в град Дин заедно със сестра си, през 1815 г. отбелязва деветата си годишнина откакто е станал епископ. Господин Мирел става свещеник, след като известно време е бил войник. С доброта и милосърдие, помага на нуждаещите се както с църковни, така и със свои лични средства. Една вечер на вратата на паството почуква мъж с молба да получи храна и подслон. Воден от своите високи морални устои, епископ Мирел настанява странника Жан Валжан в една от стаите на къщурката, която обитава, вместо епископския дворец, който е преобразувал в болница за бедните, макар да осъзнава, че е това е един бивш затворник, с много лоша слава. Когато по-късно, бягайки от Дин, Жан Валжан е арестуван от жандармите, епископът настоява че мъжът е невинен и дори му подарява два сребърни свещника, въпреки че преди това Жан Валжан го ограбва и дори видимо възнамерява да го убие, а полицаите са го замъкнали при него именно за да върне откраднатите от къщата му ценни вещи (съдовете и приборите, от вечерята устроена предния ден, в чест на госта му, които също са от сребро и заедно със свещниците са единствените скъпи неща в дома на свещеника; той нарочно му ги показва, едновременно за да му покаже, че го счита за човек, като всички други, и за да го изкуши към кражбата, за да се отърве с негова помощ и от тези "вехтории" и с намерението по-късно да използва това за да го насочи в по-добър път).
По пътя след това Жан Валжан, макар и вече толкова богат, ограбва просто по навик целогодишната заплата на едно малко дете-гурбетчийче, родом от Савоя, което нарича само себе си Савойчето и Малкият Жерве. Сумата, след всички удръжки, които са му направили, наистина е нищожна - само 20 су - обаче за хлапето и семейството му, е значителна. По-късно Жан Валжан, който най-накрая е проумял защо именно са му предадени скъпоценностите на епископа, дълго го издирва, но така и не го намира и обезщетява за тази кражба, от която то се оплаква на властите и за която отново е погнат от полицията. По него време в каторга се влиза и за много по-малко (например Жан Валжан най-напред открадва един хляб и няколко ябълки и влиза в затвора за 2 години). Пристигайки в град Монтрьой сюр мер, впечатлен от добротата, която епископ Мирел показва към него, бившият затворник, подвизаващ се вече под името Мадлен, започва малък бизнес с мъниста, в който използва техники, усвоени по време на престоя му в каторгата. Работата се разраства бързо и славата му започва да се носи по целия град. Мадлен става закрилник на бедните, като дава работа на безработните, помага на болните, дори е избран за кмет на града, въпреки неколкократния му отказ.
Жавер, бдителен полицейски инспектор, бързо разбира, че Мадлен е именно укриващият се каторжник Жан Валжан, който вече е осъден и за друго престъпление, а именно - грабежа на Савойчето - и има заповед да бъде заловен. Един селянин на име Фошльован е затиснат от каруцата си и Жан Валжан го спасява, като я повдига - така позволява на Жавер да го демаскира, макар и да знае, че той някога е бил надзирател в каторгата, бил е сред хората, които са го арестували първоначално, и ще го разпознае по това, че е един от малкото хора, с толкова голяма физическа сила. Затова не се противи, когато по-късно е привикан от полицая за разпит. В полицейското управление той среща Фантин, бивша работничка във фабриката, принудена от мизерията да действа с незаконни средства, току-що арестувана от Жавер, но не като проститутка (тогава законна професия, макар че тя не упражнява съвсем в съгласие със закона), а защото участвала в сбиване с някакви младежи, които се опитали да се гаврят с нея, заради окаяния и външен вид - тя е отрязала и продала косата си на един перукер, а предните и зъби са извадени, защото се видели достатъчно ценни образци на местния зъболекар, с което все пак успява да припечели малко пари, да си плати наема и да изпрати топли дрехи на детето си, преди окончателно да стане бездомница. За да издържа дъщеря си Козет, която е извънбрачна и тогава 5-6 годишна, тя започва да "продава тялото си" и така подкопава окончателно разклатеното си здраве. За да не ѝ бъде отнета, жената е оставила, в едно близко селце, грижите за малката Козет на алчния кръчмар Тенардие и злата му жена, които всеки месец ѝ искат премного пари за издръжката й. Фантин само бегло подозира истината - че злоупотребяват с  безпомощността на дъщеря ѝ, като ограбват всички пари и колети, които идват за нея. Тенардие я лъже че е изоставено дете и сираче и я използва за прислужница в кръчмата си. Жан Валжан, в ролята си на кмет на града, помага на Фантин, която дотогава го е смятала виновен за злополучията й, защото са я оставили с впечатление, че именно по негово нареждане е била уволнена, а от Жавер, въпреки грубото му отношение към нея и славата му на суров и жесток човек, очаква да я пусне, пледирайки към неговата справедливост. Валжан заповядва тя да бъде освободена и настанена на лечение, и по-късно лично покрива "дълговете ѝ" към кръчмаря, вземайки детето със себе си. Фантин умира, като поверява грижите за дъщеря си на Мадлен (без да знае, че той вече не е кмет, а току-що е избягал от преследванията на полицията, след като се саморазкрива пред съда, въпреки че иначе би бил в безопасност - заловили са друг човек, мислейки го за Жан Валжан, и всички - дори Жавер - вече вярват, че това е той).

### Част втора – „Козет“
Жан Валжан два пъти убягва от ръцете на полицията. Отначало той се връща в Монтрьой и там на първо време заблуждава Жавер, който знае, че ще се върне да прибере и укрие парите си и вещите си, което той постига с помощта на една монахиня, работеща в болницата и да се погрижи за Фантин, после, след като той все пак го залавя, докато разговаря с нея на смъртното й легло – от кораб, водещ го към каторгата (спасявайки даващ се моряк и инсценирайки собствената си смърт). Впоследствие Жан Валжан прибира Козет, след като се убеждава, че кръчмарите се държат с нея ужасно и са много лоши хора, измъква я от заведението им, плащайки им по този повод голяма сума пари, но оставяйки ги само да подозират защо го прави, и едва накрая, когато Тенардие го настига по пътя и се опитва да му измъкне още пари, му показва бележката доказваща, че е пратеник на Фантин. После се премества, заедно с момиченцето, в манастир в Париж, където успява да се уреди като помощник-градинар, благодарение на работещия там селянин Фошльован, когото по-рано е спасил. Оттук нататък преструвайки се на негов брат, той заживява там с надеждата веднъж завинаги да се отърве от инспектора, която не спира да го търси и преследва. Козет получава обучение сред монахините. След десет години престой в манастира, двамата го напускат и си наемат квартира в центъра на града. В Париж те в бъдеще ще се сродят със семейството на господин Жилнорман, известен буржоа, който живее с дъщеря си и внука си Мариус, чиито родители са починали. Младежът, който научава, че баща му е бил войник на Наполеон Бонапарт, се запалва по революционните идеи. Един ден, разхождайки се в парка „Люксембург“, с дядо си, той среща друг възрастен мъж, чието име отначало разбира като Льоблан, придружен от младо момиче (това са Жан Валжан и Козет). Мариус скоро се влюбва в девойката и оттогава често посещава парка с надеждата да я зърне пак.

### Част трета – „Мариус“
Няколко месеца продължават напразните опити на Мариус да срещне отново Козет. В същото време в съседната стая, в къщата, където живее след като се е изнесъл от дома на дядо си, се настанява семейство, което изпраща писма с фалшиво име, за да събира дарения, които разпръсква произволно из дворовете на къщите, в които хората му са установили, че живеят доволно заможни хора, като първа крачка към тяхното обиране. Този път с това е натоварена Епонин и тя вижда Козет и вече знае къде живее, но понеже последно са се срещали като малки деца не може да открие в госпожицата някогашното "хранениче" на своите родители. Освен това отначало тя не е наясно, че Мариус, по когато тя е силно увлечена, е влюбен в Козет. "Льоблан" посещава Тенардие по повод на посланията му, придружен от Козет, и той веднага ги разпознава и решава да ограби и убие стареца, а девойката да превърне в плячка на бандата си и да я застави да проституира. Тенардие е така променен и дегизиран, че сам остава неразпознат. Двамата пак си уговарят среща на следния ден. Тенардие се подготвя за нея и свиква бандата си. Мариус, който без те да знаят ги чува и вижда, съобщава на полицията и инспектор Жавер сега неволно получава задачата да спаси живота на този, когото упорито е преследвал. В уречения час на срещата Тенардие, който много добре знае, че тя е не с друг, а със самия Жан Валжан, пристига с пистолет в ръка и го дебне от засада. Той даже успява да залови бившия каторжник и да го върже, след което се опитва да го принуди да привика при тях и Козет. Именно тогава Мариус разбира, че има нещо незаконно около тях двамата и че Валжан не е родният баща на момичето, но пак не проумява истината. До този момент е мислел, че тя се нарича Юрсул, защото намира нейна кърпичка с надпис Ю. Ф., звучащо и като Йо. Ф. (U. F.). Сега се "оказва", че това не са били нейните инициали, а на баща й, който излъгва бандитите, че се е преименувал на Юрбен Фабр, показва им подобна кърпичка, която носи у себе си и с исканото от тях писмо ги праща наистина на своя адрес, но да търсят дъщерята на човек, който не живее там и не са допуснати да я доведат. Всъщност името под което живее е Юбер Фошльован, а това на момичето, макар галено да го наричат Козет, по рождение е Йофрази, което и отразяват буквите на кърпичката. Обаче Тенадие не назовава по име нито един от тях. Все пак споменава, че който и да е неговия пленник, на него му е ясно, че е престъпник и че го смята за любовник на майката на Козет, иначе не би хитрувал така, когато изисква да му я дадат в кръчмата. По-поразителното за Мариус е собственото му име (момчето не го знае, защото той се представя пред хората като бившия работник Жондрет). За него това е голям удар, който го поставя пред ужасна дилема: да даде на полицията човека, спасил живота на баща му (за когото е научил, че когато е бил тежко ранен в битката при Ватерло, някой си Тенардие, който по-късно бил станал кръчмар го изнесъл от полесражението и се опитал да се погрижи за него - той така и не разбира, че Тенардие е сторил това не с тази цел, а за да го обере по-лесно, нито пък че и той не знае, кого е спасил, а името му е чул като "Мерси", а не като Понмерси, и е мислел, че онзи просто му благодари) или да остави да убият бащата на момичето, в което е влюбен. Докато се колебае, пристига полицията, начело с Жавер, който не дочаква уговорения с Мариус сигнал, и залавя Тенардие и цялата му банда, без жена му, дъщерите му (по-късно Епонин загива в сраженията на барикадите) и още двама (които са ликвидирани като мародери от въстаниците) и без Гаврош, който избягва да участва в престъпленията на семейството си, както и в този случай. Валжан успява да избяга от местопрестъплението, без да бъде забелязан от Жавер.

### Част четвърта – „Идилията на улица Плюме и епопеята на улица Сен-Дьони“
След освобождаването от затвора на Епонин, една от дъщерите на Тенардие намира Мариус и му съобщава, че е намерила адреса на Козет. Той и Козет най-накрая се срещат, за да признаят любовта си един към друг. Младото момиче казва на любимия си, че с Жан Валжан ще се местят да живеят в Лондон. Мариус веднага отива при дядо си Жилнорман за да потърси от него помощ за един евентуален брак с Козет. Старецът обаче не взема предвид психологизма на ситуацията и съдейки по собствения си опит решава, че това са „младежки лудории с прислужници“, хвърля пари на Мариус и го съветва да направи Козет своя любовница. Мариус е омерзен от дядо си – той вече е обидил баща му, чиито възгледи не споделя (понеже е роялист, а не бонапартист), наричайки го "кръволок и разбойник", а сега обижда и жената, в която е влюбен, оприличавайки я на гризетка и курва. Разочарован от реакцията на Жилнорман и огорчен, че завинаги ще бъде разделен с Козет, Мариус решава да се включи в битките на барикадите, където са студентите от организацията Приятели на АБВ (на френски: Les Amis de l'ABC, а тук АВС звучи като abaissés = „незначителните“), както и Гаврош – синът на Тенардие, израснал предимно по улиците. Когато Мариус пристига на барикадата, вижда, че революцията вече е започнала. Той дори се превръща в герой, качвайки се на върха ѝ с буре барут в едната ръка и факла в другата, като заплашва, че ще вдигне всичко във въздуха. Осъзнавайки последствията, които биха настъпили при гръмване на бурето с барут, войниците се изтеглят от барикадата. Същата вечер Мариус пише писмо до Козет, като заръчва на Гаврош да ѝ го предаде, но вместо при Козет, то се озовава в ръцете на Жан Валжан. Разбирайки, че Мариус е на барикадата, бившият каторжник облича своята униформа на национален гвардеец, грабва пистолета си и напуска дома си.

### Част пета – „Жан Валжан“
Жан Валжан пристига на барикадата и спасява човешки живот. Той още не е сигурен дали иска да защити Мариус или да го убие. Давайки си сметка, че на сутринта всички ще умрат, въстаниците решават да спасят няколко души, облечени с униформи, а Жан Валжан предоставя униформата си за спасението на някой непознат. Гаврош загубва живота си, разхождайки се между барикадите, в търсене на все още използваеми муниции. По една случайност Жан Валжан спасява живота на полицая Жавер, но оставя у другите впечатлението, че го е убил (тъй като те знаят, че полицаят е там в качеството си на шпионин и иначе би изглеждало сякаш и сам Валжан е враг на революционерите). Постепенно членовете на групата АБВ са убити един по един, а останалите решават да се скрият в близката кръчма. В този момент Жан Валжан забелязва тежкоранения Мариус и веднага грабва безжизненото тяло на момчето, и промъквайки се през парижките канали, спасява живота му. Там попада на все пак измъкналият се от лапите на правосъдието Тенардие, който се укрива в "Клоаката на Париж", както наричат тези катакомби. В сумрака на подземието той пак разпознава по фигурата Жан Валжан , който като че ли отново не разбира с когото се е срещнал, но и не "споделя плячката си" с разбойника, а след като се възползва от помощта му го заплашва и прогонва. На излизане от канала среща Жавер, който заявява, че най-сетне ще го арестува, но след като му помогне да занесе Мариус при дядо му. Когато стигат до къщата, Жан Валжан му предлага да влезе, но полицаят отказва. Когато излиза, за да бъде задържан, него вече го няма. По-късно става ясно, че полицаят се е самоубил, хвърляйки се в Сена, след като е изпратил до началниците си писмо с критика, към някои практики, които не одобрява.
Мариус е излекуван от грижите, които дядо му полага за него. Тогава, в името на доброто за своя внук, Жилнорман кани на гости Жан Валжан заедно с Козет, където се решава двамата млади да сключат брак, вече напълно одобрен и от двете страни, след като става ясно, че Козет въобще не е бедна, а има дори много голяма зестра. След брака Жан Валжан разкрива пред Мариус, че е бивш каторжник, и че Козет не познава тази му страна и че не му е родна дъщеря, давайки му да разбере, че е незаконородена. Той се отдръпва от нея, за да не навреди на името ѝ, макар сам да страда. Мариус – човек на времето си – подозира Жан Валжан, че е обрал г-н Мадлен и че е убил Жавер, за да си отмъсти и охладнява към него, а кара и Козет да го вижда по-рядко, преструвайки се пред нея, че разногласията им са на политическа основа. Тенардие, все така без да се представя с истинското си име, а наричайки се Тенар, отива при Мариус, за да му издаде някои тайни за Жан Валжан, в замяна на определена сума пари, ала в същност му разкрива, че Жан Валжан е невинен за убийството на Жавер, че той самият е г-н Мадлен, и че той е спасил Мариус. Самият Мариус го смайва, давайки му да разбере, че много добре знае всичко за него, включително и че е бил кръчмар и преди време е "спасил живота на един войник" но не му обяснява откъде е научил тези неща. Отпраща го все пак с дори по-голяма от исканата сума, но задето е спасил навремето баща му. С парите бандитът заминава с остатъка от семейството си за Южна Америка и там става роботърговец. По-късно Мариус и Козет отиват при бившия затворник, който е на смъртното ложе, заедно с други негови скъпи вещи – свещниците, подарени му от епископа, облеклото на Козет от детството ѝ, както и дрехите, които е получил по време на престоя си в манастира. Преди да издъхне, Жан Валжан заръчва на любимите си деца да напишат следните думи на гроба му:
| „ | Днес той спи. Въпреки тежкия си живот, живя, и когато ангелът му го напусна, почина. Но това е нещо толкова естествено, както идването на нощта след края на деня. | “ |

## Главни персонажи в романа
Жан Валжан – бивш каторжник, стремящ се да загърби тъмното си минало. Целият му живот се свързва с бягство – както от затвора, така и от полицията, когато е на свобода. Известен още под имената Мадлен и Льоблан, както и Фошльован. Жан Валжан успява нравствено да се възвиси, печелейки два големи сблъсъка със самия себе си: Първият път той решава да пожертва благочестието си, живота на Фантин, и дори – съдбата на града, който управлява, но да запази праведността си и да не допусне в каторгата да влезе невинен човек; Вторият път той жертва любовта си към Козет, за да не рискува да накърни името й. Жан Валжан е пример за безкрайно себеотрицание и жертвоготовност.
Жавер – неподкупен, ала жесток и безсърдечен полицейски инспектор. Превръща залавянето на Жан-Валжан в своя идея-фикс. Жан Валжан му доказва, че човек може да се промени – той не уволнява Жавер, като кмет, когато има тази възможност, по-късно сам се разкрива като престъпник, за спаси невинен човек, накрая спасява Жавер от уличното правосъдие, при все че може да се отърве от него. Жавер се изпълва с уважение към Жан Валжан и не можейки да прецени дилемата кое по-важно – законът или моралът, проявен към един бивш каторжник – се самоубива.
Тенардие – безцеремонен и зъл кръчмар, мислещ единствено за мъст и експлоатация. Той се проявява като изнудвач, мошеник, мародер, загатнато е и че е сводник на дъщерите си; съучастник в смели обири, отвличания и дори – убийства – на бандата Котешки час. Дори и семейството му трепери от неговата ярост. Известен е още под имената Жондрет и Фабанту. Баща на Епонин и Гаврош, които загиват на барикадите, и на Азелма. В края на романа бяга в Новия свят с единственото му останало дете и там става робовладелец и търговец на роби в Гвиана.
Козет – извънбрачната дъщеря на Фантин, започнала работа от ранна възраст в кръчмата на Тенардие. Осиновена е от Жан Валжан, който се отнася с нея като със собствена дъщеря. Десет години по-късно среща Мариус, който е нейната голяма любов и за когото се омъжва.
Мариус – буден и амбициозен младеж, готов на всичко за своята любима Козет. Със самоотвержните си действия на барикадата доказва своята дързост и зрялост.
по-малко значими персонажи, с важна поддържаща роля
Фантин – жена, прекарала живота си в изключителна бедност и нищета, но създала прекрасна дъщеря на име Козет, която е принудена да изостави, докато още е невръстно дете, поради липса на средства за нормалното ѝ отглеждане.
Епонин – дъщеря на Тенардие, към която е насочена цялата му грижа за сметка на Козет, която е поверена от Фантин на него и жена му. Впоследствие изпада в мизерия и нищета и също като по-малката си сестра Азелма става член на бандата Котешкия час. Активен участник в боевете на барикадите. Влюбва се трагично в Мариус, но той е влюбен Козет и не ѝ обръща внимание. Отчаяна, че е пренебрегната заради Козет, Епонин подтиква Мариус да отиде на барикидате, за да бъде убит, но там любовта ѝ към него взима връх и тя се хвърля пред куршумите, за да спаси живота му, като в последните си мигове разкрива любовта си пред него.
Гаврош – син на Тенардие, израснал предимно по улиците на Париж. Живее във вътрешността на една статуя, изобразяваща слон, заедно с още няколко по-малки деца, наречени "братчетата на Гаврош". По време на боевете, загубва живота, застрелян от войниците.
Шарл-Франсоа-Биенвеню Мирел – епископ, притежаващ невероятна доброта и премъдрост; той е причината за нравственото извисяване на Жан Валжан. Дори в смъртта на Жан Валжан до него стоят свещениците, подарени му от епископа на Дин.
Господин Жилнорман – дядо на Мариус, неприемащ връзката на внука си с Козет, която е от по-долна класа, както и неговите политически убеждения.
Тенардиеца – злобната и жестока жена на Тенардие. Бившата кръчмарка обича до полуда дъщерите си Епонин и Азелма и ненавижда храненичката Козет, като често я пребива по най-дребен повод, а от майка ѝ Фантин непрекъснато изкопчава все повече и повече пари.
Котешки час – съучастници – бандити на Тенардие. Грошаря, Бабе, Устатия, Монпарнас и други от Бандата.
АБВ – малка групичка революционери, към която се присъединява и Мариус – Анжолрас, Легл, Жоли, Курфейрак, Комбфер и Грантер.

## Филмови и телевизионни адаптации
- През 1935 г. излиза едноименният филм на режисьора Ричард Болеславски, с участието на Фредрик Марч и Чарлз Лотън. Номиниран е за „Оскар“ за най-добър филм.
- През 1958 г. Жан-Пол льо Шаноа заснема филм по него, с участието на Жан Габен, Бернар Блие и Бурвил.
- През 1973 г. мексиканската медийна компания Телевиса създава едноименната теленовела, която е първата, базирана на романа, режисирана от Антулио Хименес Понс, с участието на Серхио Бустаманте, Антонио Паси, Бланка Санчес, Диана Брачо, Мария Рохо, Луис Торнер, Магда Гусман и Карлос Ансира.
- През 1978 г. е адаптиран от Глен Джордан, като във филма участват Ричард Джордан и Антъни Пъркинс.
- През 1980 г. за пръв път е поставен в Париж едноименният мюзикъл, режисиран от Клод-Мишел Шьонберг.
- През 1998 г. режисьорът Биле Аугуст заснема едноименния филм с участието на Ума Търман и Лиам Нийсън.
- През 2000 г. е създаден сериалът „Клетниците“ с Жерар Депардио и Джон Малкович.
- През 2012 г. излиза филм, вдъхновен от мюзикъла, с участието на Ръсел Кроу и Хю Джакман.
- През 2014 г. мексиканската продуцентска компания Аргос Комуникасион в сътрудничество с американската испаноезична компания Телемундо създават едноименната теленовела по мотиви на романа, адаптирана от Валентина Парага, с участието на Арасели Арамбула и Ерик Айсер.
- През 2018 г. английската компания Би Би Си създава едноименния минисериал, адаптиран от Андрю Дейвис, с участието на Доминик Уест, Дейвид Ойелоуо и Лили Колинс.